# Granada, Nikaragva
Granada (španska izgovorjava: [ɡɾaˈnaða]) je mesto v zahodni Nikaragvi in glavno mesto departmaja Granada. Z ocenjenim prebivalstvom 105.862 (2022) je deveto najbolj naseljeno mesto Nikaragve. Granada je zgodovinsko, gospodarsko in politično eno najpomembnejših mest Nikaragve. Ima bogato kolonialno dediščino, vidno v arhitekturi in strukturi.
Granada je imela cvetoče domorodno prebivalstvo. Leta 1524 je mesto Francisco Hernández de Córdoba preimenoval v Granado, domnevno prvo evropsko mesto v celinski Ameriki. Za razliko od drugih mest, ki zahtevajo enako razlikovanje, mesto Granada ni bilo samo naselje osvajanja, ampak tudi mesto, registrirano v uradnih evidencah Aragonske krone in Kraljevine Kastilije v Španiji.
Granada je znana tudi kot La Gran Sultana, v odsevu njenega mavrskega in andaluzijskega videza, za razliko od svojega sestrskega mesta in zgodovinskega tekmeca Leóna, ki prikazuje kastiljske trende.

## Zgodovina
Naselje Granada je ustanovil španski konkvistador Hernández de Córdoba, ki ga je poimenoval po istoimenskem mestu v Španiji. To je bilo storjeno v čast zajetju mesta s strani sil kralja Ferdinanda II. in kraljice Izabele I. iz emirata Granada, ki je zaključil rekonkvisto. V kolonialnem obdobju je bila Granada pobrateno mesto z naseljem Antigua Guatemala, ohranila je cvetočo raven trgovine s pristanišči ob Atlantskem oceanu prek jezera Cocibolca in reke San Juan ter bila izpostavljena napadom angleških, francoskih in nizozemskih piratov, ki so neuspešno poskušali prevzeti nadzor nad naseljem tako, da so pluli navzgor po reki San Juan.
Dolga leta je Granada oporekala Leónu glede njegove hegemonije kot glavnega mesta Nikaragve. Mesto Granada je bilo naklonjeno konservativcem, Léon pa liberalcem. Dolga leta je med mestnimi družinami in političnimi frakcijami trajal konflikt, ki je včasih postal precej nasilen. Sredi 19. stoletja so se dogovorili o kompromisni lokaciji in glavno mesto je bilo končno ustanovljeno v Managui med obema mestoma. Leta 1850 je imela Granada približno 10.000 prebivalcev.
29. maja 1834 se je Cándido Flores, poveljnik vojaških sil Granade, uprl vladi v Leónu, ki jo je vodil José Núñez in zahteval reformo zvezne ustave. Po porazu v Managui ni mogel organizirati odpora v Granadi, zato je mesto prepustil neorganizirani drhali, ki je plenila in ropala, zlasti v hišah tujcev.
Granada je bila tudi kraj, kjer se je naselil ameriški filibuster William Walker in poskušal prevzeti nadzor nad Srednjo Ameriko in ustvariti neodvisne kolonije z gospodarstvom, ki temelji na suženjstvu. Eden od Walkerjevih generalov, Charles Frederick Henningsen, je zažgal mesto, preden je pobegnil, uničil večino arhitekture iz kolonialne dobe in na ruševine vpisal besede »Tu je bila Granada«, preden je odšel.
Granada se je v 1970-ih in 1980-ih izognila večjemu nemiru sandinistične dobe.

## Geografija
Granada leži ob obali Nikaragovskega jezera (alias Cocibolca), dvajsetega največjega jezera na svetu.
Je glavno mesto departmaja Granada, ki na severu meji na Boaco in Managuo, na vzhodu na Masayo in Carazo ter na jugu na Rivas. V istem departmaju na severu teče reka Tipitapa, ki povezuje Managovsko jezero in Nikaragovsko jezero. Ima tudi tri vulkanske lagune; Manares, Genirzaro in slavni Apoyo. Apoyo, ki si ga deli z departmajem Masaya, je največja vulkanska laguna v Nikaragvi. Granada je zelo toplo mesto vse leto, z zelo podobnimi temperaturami kot Managua. To je posledica geografskih podobnosti, saj je blizu jezera in je obdana z visokimi hribi. Padavine v Granadi znašajo približno med 1100 in 2100 mm letno, povprečna letna temperatura pa je 25,7 °C.
Rastlinstvo okoli Granade je odraz njene klimatologije. Suhi in vlažni gozdovi obkrožajo vulkan Mombacho. Vulkan je tudi dom številnih živalskih vrst. Jezero je tudi dom številnim bitjem, tako morskim kot sladkovodnim. Je edino sladkovodno jezero na svetu, kjer živijo morski psi (nikaragovnski morski pes - carcharhinus leucas). Ribolov v jezeru je precej dober, ribiči, tako komercialni kot rekreativni, redno lovijo guapote in mojarre ter sardele. Nikaragva je pred kratkim prepovedala ribolov nikaragovskega morskega psa in žagaste ribe zaradi upada populacije.
Druga pomembna mesta v okrožju Granada so Malacatoya, El Paso, El Guayabo, Diria, Macatepe, El Guanacaste, Nandaime in Diriomo, nacionalno znano kot zadnje mesto čarovnic. Vulkan Mombacho je najvišja točka (1345 m) v Granadi; zdaj mirujoči vulkan je večino svojega stožca odpihnil v jezero in oblikoval 365 otočkov Granade, od koder je na vulkan čudovit razgled. Ob jasnem dnevu je mogoče videti tudi otoka Ometepe in Zapatera. Slednji otok je drugi največji otok v Nikaragovskem jezeru, na njem pa je tudi nedelujoči vulkan. Največji je otok Ometepe, ki je prav tako v jezeru. Je nacionalni zaklad, znan kot dom predkolumbovskih kipov in idolov, ki so jih našli na otoku med španskim osvajanjem in so zdaj razstavljeni v muzeju Convento San Francisco ter v drugih muzejih in parkih na Ometepeju.
Granada ima veliko plaž ob jezeru, ki so zelo priljubljene okoli Semana Santa ('sveti teden').

## Gospodarstvo in turizem
Granada je že dolgo središče trgovine, med drugim z lesom, zlatom in srebrom. Gospodarstvo Granade še naprej raste, saj postaja središče turizma. Čeprav Granada ostaja šesto največje mesto Nikaragve, je splošno znano po ohranjanju nekaterih najlepših primerkov kolonialne arhitekture v državi.
Nepremičninski razcvet traja že nekaj let, pri čemer veliko Evropejcev in Američanov kupuje in prenavlja domove za upokojitev ali počitniške domove na tem območju, več tujih nepremičninskih posrednikov pa odpira pisarne, vendar se je ta razcvet leta 2007 upočasnil. Predhodna eskalacija cen nepremičnin v Granadi in drugih delih jugozahodne Nikaragve je povzročila preusmeritev pozornosti vlagateljev proti severni Nikaragvi in mestom Matagalpa, Leon, Corinto ter okoliškim plažam Leon in Corinto.
Muzeji so se odprli, novi hoteli in restavracije pa se hitro množijo.
Granada, čeprav je zdaj zelo odvisna od turizma, ima v občini tudi rodovitna kmetijska zemljišča. Znotraj njenih meja poteka velika proizvodnja kave in kakava, gojenje goveda ter predelav banan za kuhanje in banan.

### Pomembnejša zgodovinska arhitektura, ulice in druge znamenitosti
- cerkev in muzej sv. Frančiška
- cerkev Xalteva
- Plazuela de los Leones
- Plaza de la Independencia
- Centralni park
- Stolnica Marije Vnebovzete
- cerkev Guadalupe
- Calle La Calzada
- Calle Atravesada
- cerkeva Merced
- Fortin de San Pablo
- Fuerte La Pólvora
- Škofovska palača
- občina Alcaldía
- kolegij San Antonio
- Škofijski kolegij
- Stari družabni klub
- Stara železniška postaja

### Muzej San Francisca
Samostan San Francisco je ena največjih starin v mestu. Leta 1529 ga je pod posvetitvijo Brezmadežnemu spočetju ustanovil Fray Toribio de Benavente, cerkev frančiškanskega reda, znana kot Motolinia zaradi svojega preprostega in revnega življenja.
Marca 2003 so ga po obnovi slovesno odprli kot kulturni center; in od takrat služi kot muzejsko in knjižnično središče. Ima šest stalnih razstavnih prostorov z različnimi temami: arheologija, verske podobe, naivno slikarstvo,6 in zgodovina: s podobami Granade med letoma 1940 in 1980 in maketo zgodovinskega središča mesta.

## Kultura
Granada je, tako kot večina nikaragovskega Pacifika, naseljena predvsem s špansko govorečo večino mesticev. Tukaj prebivajo tudi ljudje iz Združenih držav, Kanade, Španije, Nemčije, Italije, Irske, Avstrije, Nizozemske in Francije.
Do nedavnega je Nikaragva doživljala cvetoče turistično gospodarstvo. To pa je v Granado pritegnilo tujce, ki so iskali kolonialne domove za nakup, kar je mestnemu prebivalstvu dodalo vse večje število Evropejcev in Američanov. Cene nepremičnin so se povišale zaradi tujega zanimanja in kasnejših investicij. Vendar pa je Ministrstvo za zunanje zadeve ZDA zaradi državljanskega konflikta leta 2018 izdalo potovalni nasvet, v katerem je navedlo »državljanske nemire, kriminal, omejeno razpoložljivost zdravstvenega varstva in samovoljno uveljavljanje zakonov«. Leta 2020 je izdalo 4. stopnjo, »Ali Priporočilo o prepovedi potovanj zaradi bolezni COVID 19«.

## Pobratena mesta
Granada je pobratena z:
| - Badajoz, Ekstremadura, Španija - Santa Ana de Coro, Venezuela - Terrassa, Barcelona, Katalonija, Španija - Frankfurt ob Majni, Nemčija - Dos Hermanas, Sevilja, Španija | - Cartago, Kostarika - Antigua Gvatemala, Gvatemala - Comayagua, Honduras - Santa Tecla, El Salvador |